# Chorrera de Pulgueras
Chorrera de Pulgueras es un caserío peruano ubicado en el distrito de Lancones, perteneciente a la provincia de Sullana del departamento de Piura, al norte del Perú.

## Ubicación
Chorrera de Pulgueras se ubica al norte de la provincia de Sullana, en el distrito de Lancones, en el departamento de Piura. Se ubica cerca a la frontera ecuatoriana-peruana.

## Demografía
En  2017 Chorrera de Pulgueras tenía una población de 43 habitantes.
| Gráfica de evolución demográfica de Chorrera de Pulgueras entre 1993 y 2017 |
|                                                                             |
| Fuentes: Población 1993 y 2017                                              |